# Lakenhal (Leuven)

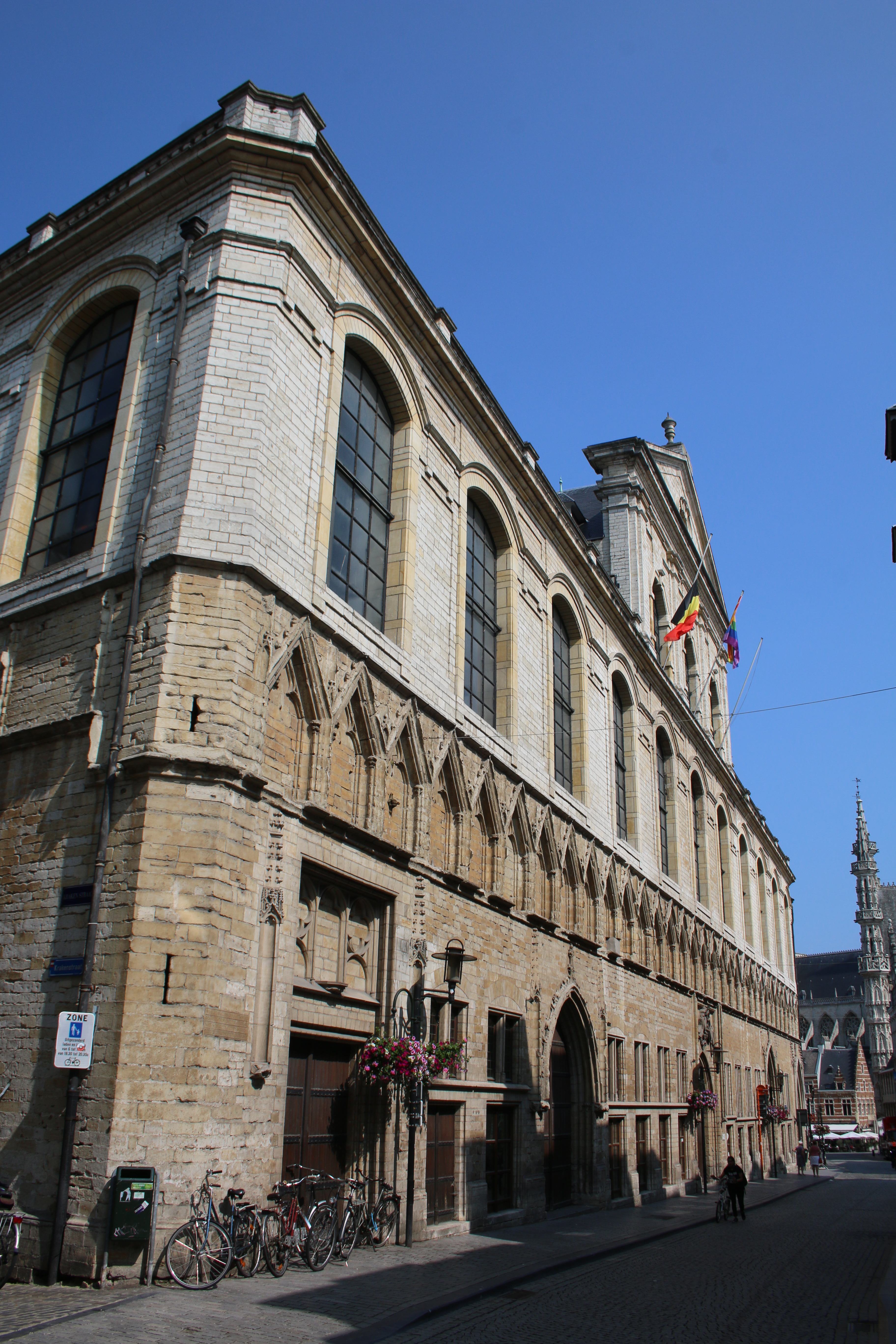
Lakenhal aan de Naamsestraat, op achtergrond de zuidelijke zijgevel van de Sint-Pieterskerk en de westelijke zijgevel van het Stadhuis van Leuven

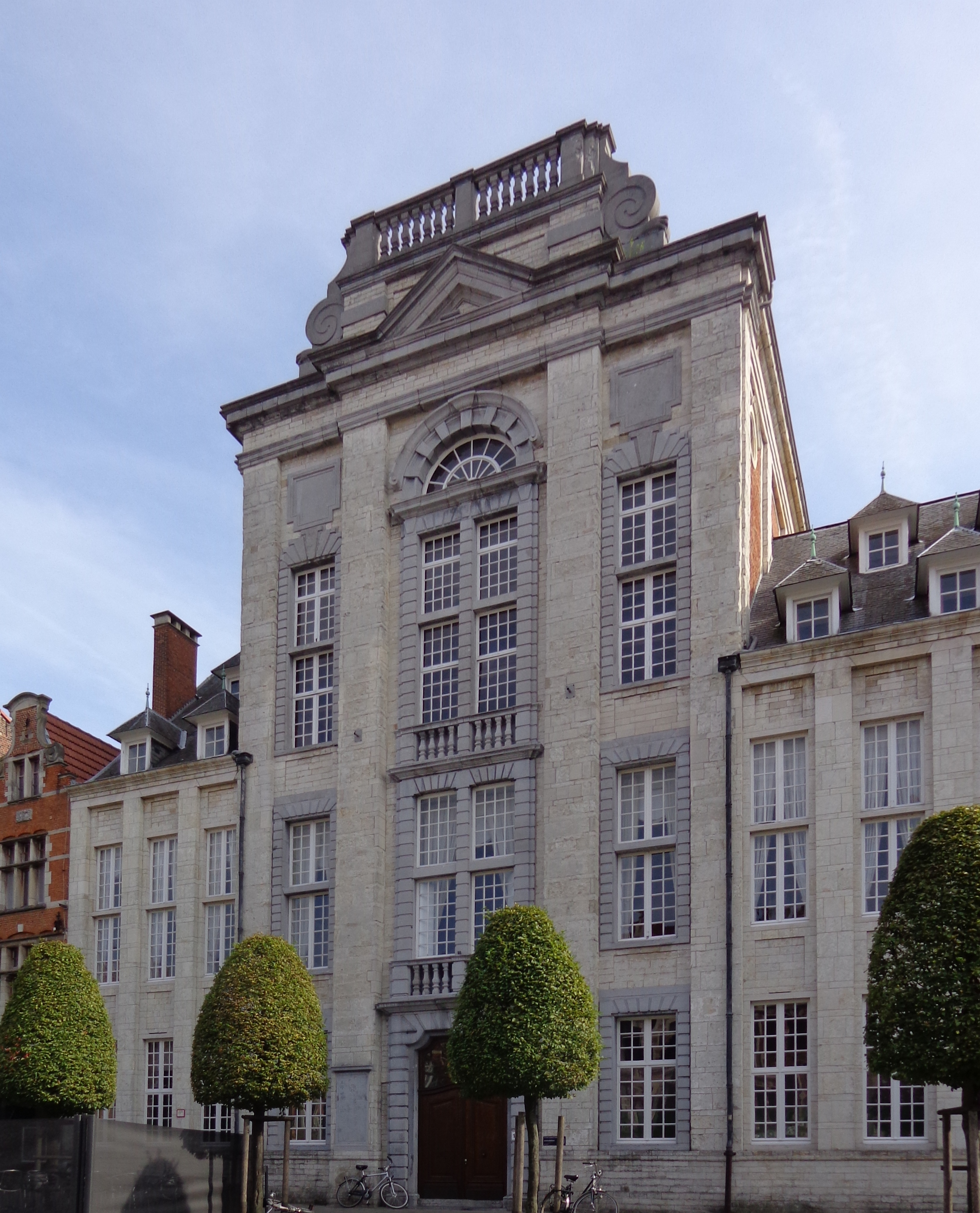
De classicistische Regavleugel uit 1723 van de Lakenhal of universiteitshal gezien vanaf de Leuvense Oude Markt

De Lakenhal of Universiteitshal is een historisch gebouw in Leuven, gelegen tussen de Naamsestraat en de Oude Markt. Het gebouw, dat teruggaat tot 1317, is tegenwoordig de zetel van de Katholieke Universiteit Leuven.

## Geschiedenis
De huidige benedenverdieping komt overeen met deze van de lakenhal die in gotische stijl vanaf 1317 werd opgetrokken door de architecten Jan Stevens, Arnold Hore en Godfried Raes. Het was een stedelijk bouwwerk waarin leden van de gilde der lakenwevers hun waar verkochten. De verkoopshal floreerde door de hoge bloei van de Leuvense lakenproductie in de 14e eeuw, maar kende een tanend succes in het begin van de 15e eeuw.

### Universiteit te Leuven (1425)
Kort na de oprichting van de Leuvense universiteit, het Studium Generale Lovaniense, (in 1425) werd in 1432 de gelijkvloerse vleugel van het gebouw grenzend aan de Krakenstraat door de stad Leuven ter beschikking gesteld als leslokaal voor de colleges van de in 1431 opgerichte faculteit theologie. In 1433 werden in diezelfde zuidelijke vleugel, maar op een verdieping vier auditoria voor de overige faculteiten voorzien onder leiding van stadsbouwmeester Sulpitius van Vorst. De lakenhal werd in 1459 gerestaureerd, en in 1481 aangepast, beide malen onder stedelijk bouwmeester Matthijs de Layens. In 1564 volgde een nieuwe restauratie.
In de tweede helft van de 17e eeuw daagde de universiteit de stad Leuven voor de Geheime Raad om de Lakenhal te repareren, en op 28 mei 1679 werd een schikking bereikt waarbij de stad het eigendom van het gebouw aan de universiteit overdroeg en zichzelf ontsloeg van verdere verantwoordelijkheid voor reparaties. De universiteit verplichtte zich op haar beurt tot het voorzien van een nieuw gildehuis voor de gilden die ook nog in de lakenhalle waren gevestigd. Aan het Stadhuis van Leuven werden in 1680 ten zuiden van de oude conserverije langs de Naamsestraat het Steenken, een overblijfsel van de middeleeuwse patriciërswoning de Steen, en het huis het Schilt van Loven door de universiteit aangekocht voor deze nieuwe Dekenij van de lakenwevers. Die strekte zich uit tot aan de hoek van de Muntstraat. Gelijktijdig werd op 18 juni 1680 aan de Lakenhal zelf, na verwijdering van de oude dakverdieping, begonnen met de bouw van een geheel nieuwe bovenverdieping in barokstijl bovenop de oorspronkelijke lakenhal, die na voltooiing in 1690 onderdak bood aan onderwijsruimten en de universiteitsbibliotheek. 

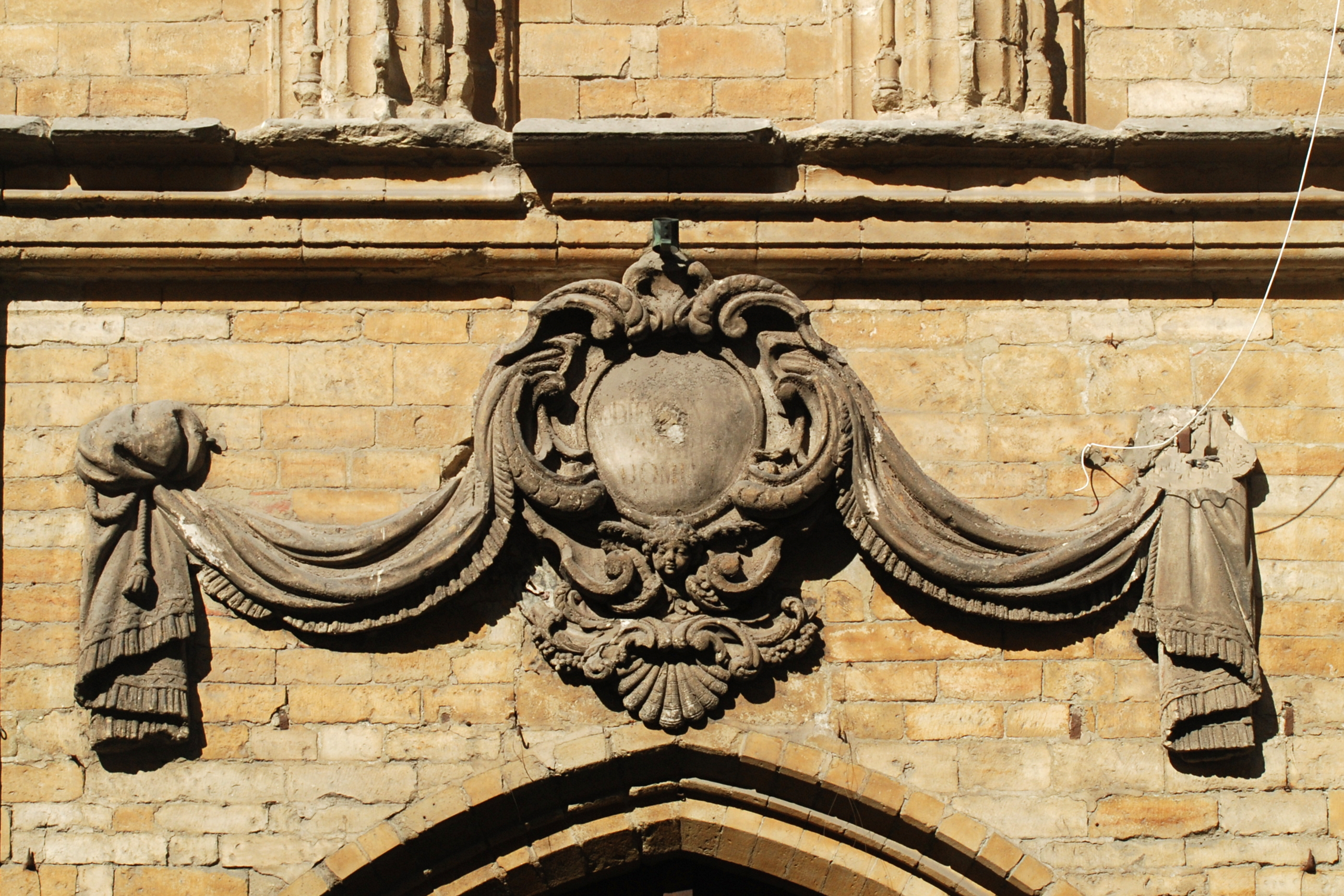
Barokke cartouche geplaatst in 1690 boven de hoofdingang

Boven de hoofdingang van de universiteitshal werd na afwerking een barokke cartouche aangebracht met de inscriptie uit het boek Spreuken (9:1), "Sapientia aedificavit sibi domum" ("Wijsheid heeft een huis voor zichzelf gebouwd"). 
In 1723 werd aan de zijde van de Oude Markt een classicistische vleugel aangebouwd. Op het gelijkvloers van deze Regavleugel, vernoemd naar toenmalig rector Henri-Joseph Rega, was de belastingvrije universitaire bier- en wijnkelder. Op de tweede verdieping was de pronkzaal waar nu de promotiezaal is.

#### Bibliotheek van de Oude Universiteit
De universiteitsbibliotheek is in 1636 opgericht en huisde toen op de eerste verdieping van de Universiteitshal aan de Naamsestraat.
Vanaf 1723 huisde de bibliotheek in de nieuwe Regavleugel. 
Na de afschaffing van de Universiteit te Leuven in 1797 verhuisde een groot deel van haar rijke bibliotheek met 80.000 boeken naar de École centrale van Brussel,wettelijk aangeduid als voortzetter en vervanger van de Oude Universiteit Leuven. De oudste manuscripten verhuisden naar de "hoofdstad" Parijs. De archieven van deze universiteit kwamen later in het Rijksarchief. De collectie van de oude universiteitsbibliotheek en de archieven zijn dus niet betrokken bij de brand in 1914 van de bibliotheek van de latere Katholieke Universiteit.

### Katholieke Universiteit Leuven (1835-heden)
Na de oprichting van de Katholieke Universiteit van Mechelen in 1834 en de verhuis naar Leuven in 1835, verzamelde deze nieuwe Katholieke Universiteit Leuven snel een grote verzameling boeken. 

#### Brand van 1914
Toen de Duitse bezetter op 25 augustus 1914 de Leuvense binnenstad in brand stak, in de verwoesting van Leuven, is ook de Universiteitshal op de voorgevel na bijna volledig vernield.
In de brand ging ook de universiteitsbibliotheek, aan de Naamsestraat, in de vlammen op. 300.000 boeken en manuscripten gingen verloren, waaronder de vijf jaar ervoor geschonken stichtingsbul Sapientie immarcescibilis van het Studium Generale Lovaniense.
De wederopbouw zou pas in 1922 aangevat werden en in 1926 voltooid worden. De herbouwde Universiteitshal werd op 28 juni 1927 officieel ingewijd. De universiteitshal werd op 28 november 1942 als monument van bouwkundig erfgoed geklasseerd en beschermd.

#### 21e eeuw
In 2007 werd een moderne glazen traphal bijgebouwd aan de zijde van de Zeelstraat, naar een ontwerp van VBM architecten. Van 2024 tot begin 2025 worden de buitenmuren van de historische Lakenhal gerenoveerd. De gevelrenovatie, met een kostprijs van 1,6 miljoen euro, wordt voor 378.000 euro gesubsideerd door de Vlaamse regering. Daarnaast voert de KU Leuven isolatie- en duurzame renovatiewerken uit onder het dak in het rectoraat op de tweede verdieping. De werken moeten afgerond zijn voor de viering van 600 jaar KU Leuven vanaf 2 februari 2025.
Tegenwoordig fungeert de Lakenhal als het beleidscentrum van de KU Leuven, met o.a. de kantoren van rector en medewerkers op het rectoraat op de tweede verdieping. Daarnaast doet de Lakenhal op het gelijkvloers ook dienst als centrale inschrijvingsplaats aan het begin van het academiejaar in augustus en september en wordt de gotische jubileumzaal op de eerste verdieping voor recepties en feesten gebruikt. In de promotiezaal worden nog steeds heel wat doctoraten publiek verdedigd. In de Regavleugel worden de rectorale salons voor allerhande kleinere evenementen en ontvangsten gebruikt: de faculteitenkamer (met gele tinten), de senaatszaal (groen) en de rectorkamer (roze tinten). Tussen 2024 en 2025 wordt de Universiteitshal gerestaureerd.

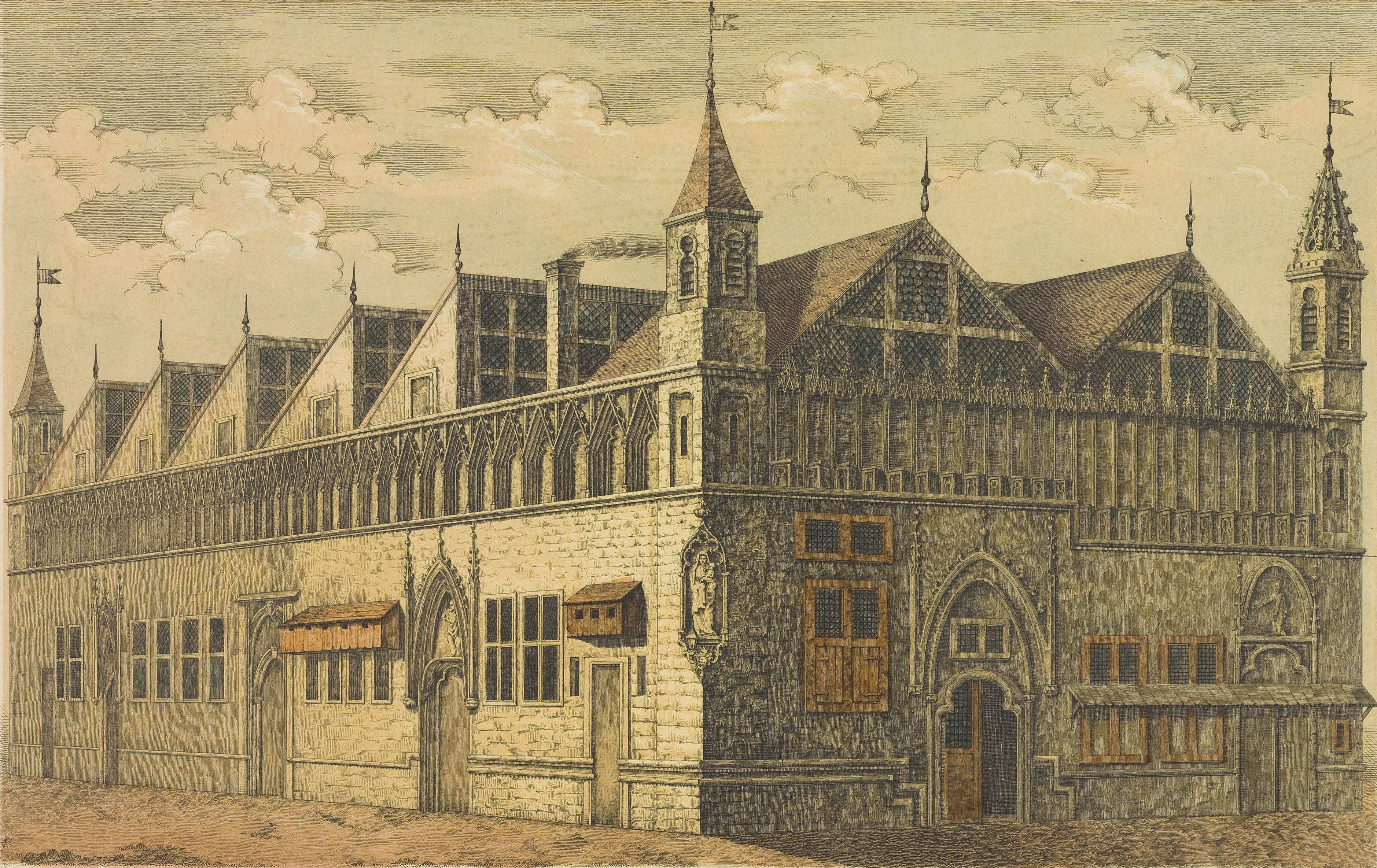
De vroegmoderne hal
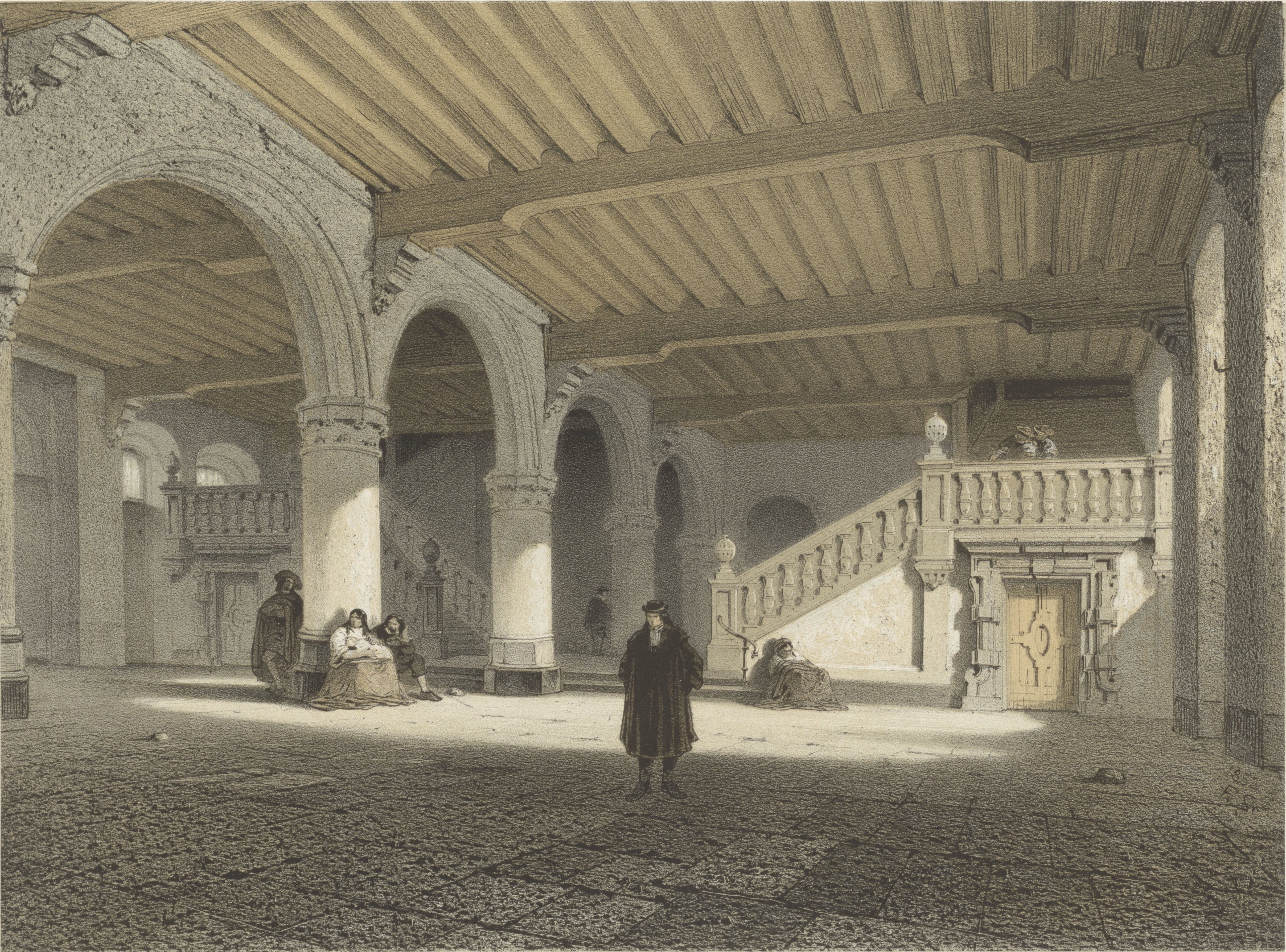
Interieur op een litho uit 1852
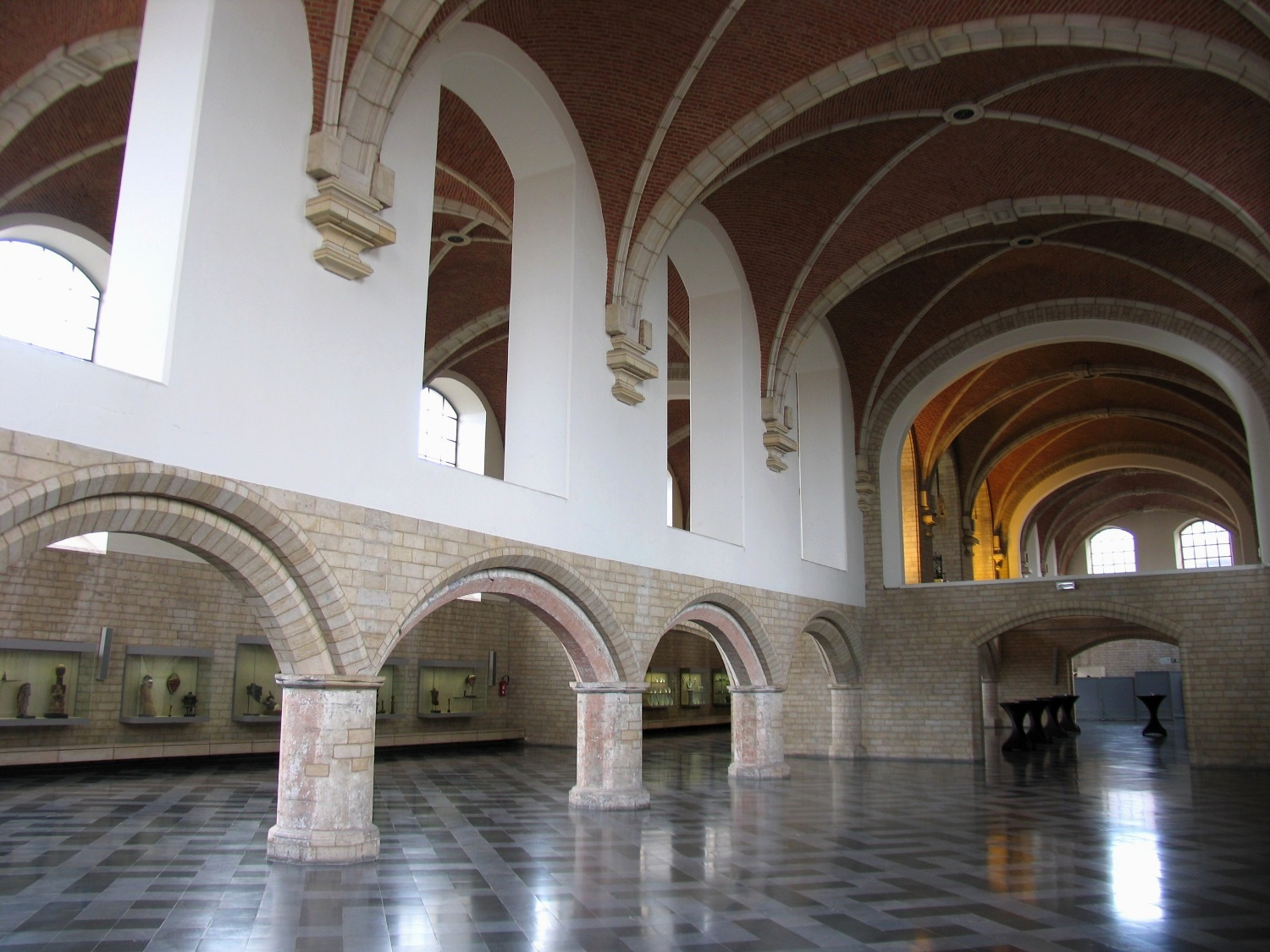
Museumzaal
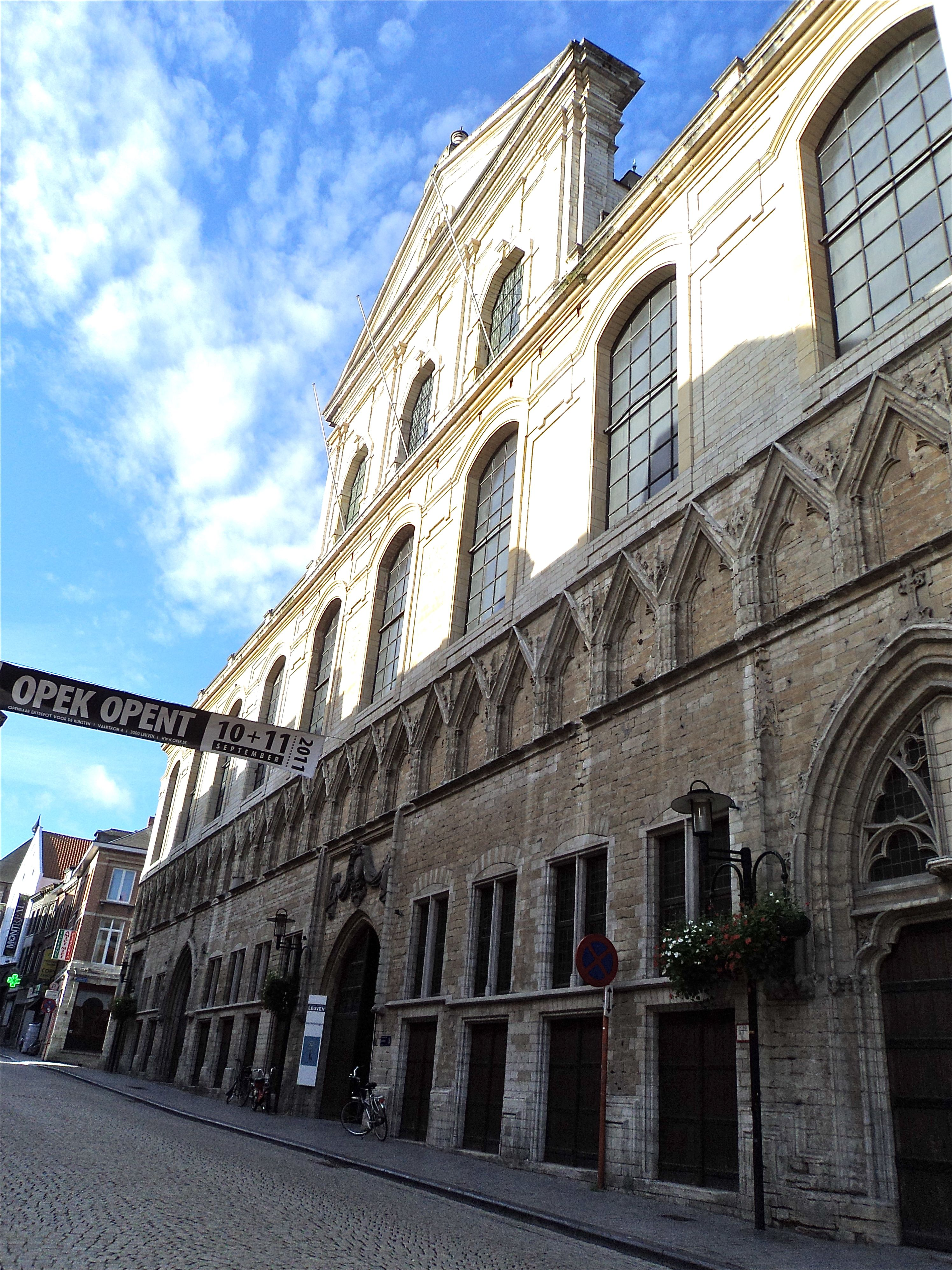
Gevel langs Naamsestraat
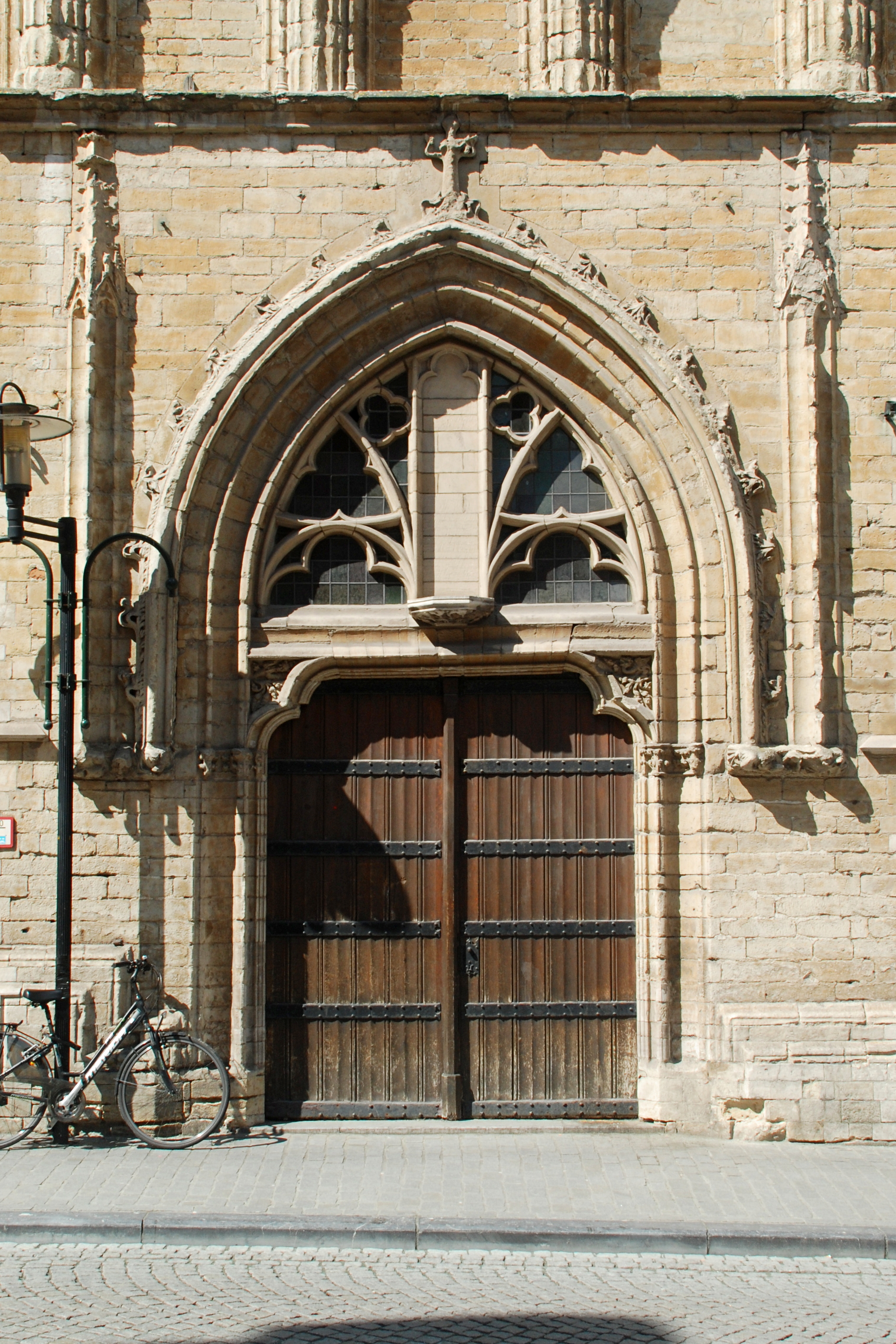
Gotische poort